# Ruch Autonomii Śląska
Ruch Autonomii Śląska (RAŚ) – stowarzyszenie utworzone w styczniu 1990 na Górnym Śląsku. Od 27 czerwca 2001 z siedzibą w Katowicach. Głównym celem organizacji jest utworzenie autonomicznego regionu w historycznych granicach Górnego Śląska. Ruch Autonomii Śląska powołuje się na posiadanie autonomii w okresie II Rzeczypospolitej przez województwo śląskie, które działało w ramach Statutu Organicznego, nadanego przez Sejm Ustawodawczy.

## Program

### Autonomia
Jednym z głównych postulatów RAŚ jest przeprowadzenie szerokiej reformy państwa, polegającej na przekształceniu Rzeczypospolitej Polskiej w państwo regionalne. Celem tego stowarzyszenia jest doprowadzenie do autonomizacji Śląska na skutek takiej reformy państwa. RAŚ odżegnuje się od poglądów separatystycznych – zdaniem tego stowarzyszenia szeroka autonomia w ramach Rzeczypospolitej Polskiej jest najkorzystniejszą formą funkcjonowania dla Śląska.
Według programu RAŚ autonomia miałaby funkcjonować w oparciu o przywrócony Sejm Śląski, regionalny rząd i Skarb Śląski. Regionalny parlament miałby być ciałem jednoizbowym, wybieranym w wyborach większościowych. Sejm Śląski wybierałby ze swego składu rząd, na czele którego stawałby premier. Skarb Śląski zastąpiłby Urzędy Skarbowe, większość zgromadzonych środków pozostawałaby w regionie, a jedynie niewielka ich część byłaby przekazywana do budżetu centralnego. W gestii centralnych władz pozostawałyby m.in. dyplomacja, wojsko i polityka monetarna.

### Tożsamość
Stowarzyszenie to aspiruje do reprezentowania interesów wszystkich Ślązaków, niezależnie od ich opcji etnicznej, religijnej czy językowej.
RAŚ opowiada się za zaniechaniem prób „eksportu” śląskiej tożsamości do nieśląskich części obecnego województwa śląskiego, a raczej za wzmacnianiem tradycyjnych tożsamości osób zamieszkujących te tereny (głównie Zagłębia Dąbrowskiego).
Zdaniem RAŚ narzędziami służącymi do wzmacniania lokalnych tożsamości powinny być zarówno edukacja regionalna, jak i wspieranie odpowiednich instytucji kulturalnych. Autonomia miałaby zapewnić większą samodzielność regionu w podejmowaniu decyzji w tych obszarach.

### Samorząd wojewódzki
RAŚ postrzega uczestnictwo we władzach samorządowych jako etap w realizacji zamierzeń mających doprowadzić do autonomizacji Górnego Śląska. Zdaniem tego stowarzyszenia, zadaniem sejmiku województwa powinno być lobbowanie na rzecz interesów regionu, w tym decentralizacji państwa. RAŚ chce działać w sejmiku również w obecnych ramach ustrojowych, wykorzystując instrumenty aktualnie dostępne dla tego rodzaju organów.
RAŚ za kluczowe dla rozwoju regionu uważa transfer i komercjalizację wiedzy poprzez silniejsze wsparcie parków technologicznych i klastrów oraz zwiększenie elastyczności wewnętrznych przepisów uczelni wyższych. Zdaniem tego stowarzyszenia usprawnienie zaplecza nauki powinno dokonać się m.in. przez udostępnianie zbiorów Biblioteki Śląskiej czytelnikom przez całą dobę, jak i udostępnienie większej części jej księgozbioru. RAŚ proponuje też, by Katowice starały się szczególnie o miano silnego ośrodka nauk ścisłych i badań nad kulturą przemysłową, a Górny Śląsk stał się ośrodkiem wzornictwa o europejskim znaczeniu.
Za drugi ze swoich priorytetów w sejmiku województwa RAŚ uważa działania na rzecz rozwoju transportu publicznego poprzez powrót do koncepcji Kolejowego Ruchu Regionalnego. Stowarzyszenie opracowało również strategię rozwoju ruchu rowerowego. Za pośrednictwem sejmiku województwa RAŚ chce wywierać także presję na władze centralne, by nie były pobierane opłaty za przejazd autostradami A1 i A4 na odcinkach wybudowanych ze środków publicznych.
W celu zwiększenia przejrzystości prac organów samorządowych, RAŚ proponuje wprowadzenie obowiązku publikowania w sieci protokołów z prac sejmiku oraz zarządu województwa z uwzględnieniem wyników głosowań rozpisanych na poszczególnych radnych i członków zarządu.
Zdaniem RAŚ budowa nowoczesnego regionu nie może obyć się bez zwiększenia aktywności obywatelskiej jego mieszkańców. Stymulowanie takiej aktywności miałoby dokonać się m.in. dzięki realizacji projektów sztandarowych np. Industriady, zorganizowanie finału rozgrywek Ligi Europejskiej na Stadionie Śląskim i powołanie zespołu dbającego o regularne organizowanie wielkich imprez na tym obiekcie.
RAŚ chce by sejmik województwa podjął inicjatywę stworzenia podręcznika wiedzy o regionie, który uwzględniałby zróżnicowanie historii i specyfiki obecnych ziem województwa śląskiego. Postulatem RAŚ jest też stworzenie atrakcyjnej oferty turystycznej w regionie (w dużej mierze opartej na zabytkach przemysłowych), co między innymi ma umocnić pozycję Katowic jako ośrodka turystyki kongresowej.

## Przewodniczący RAŚ

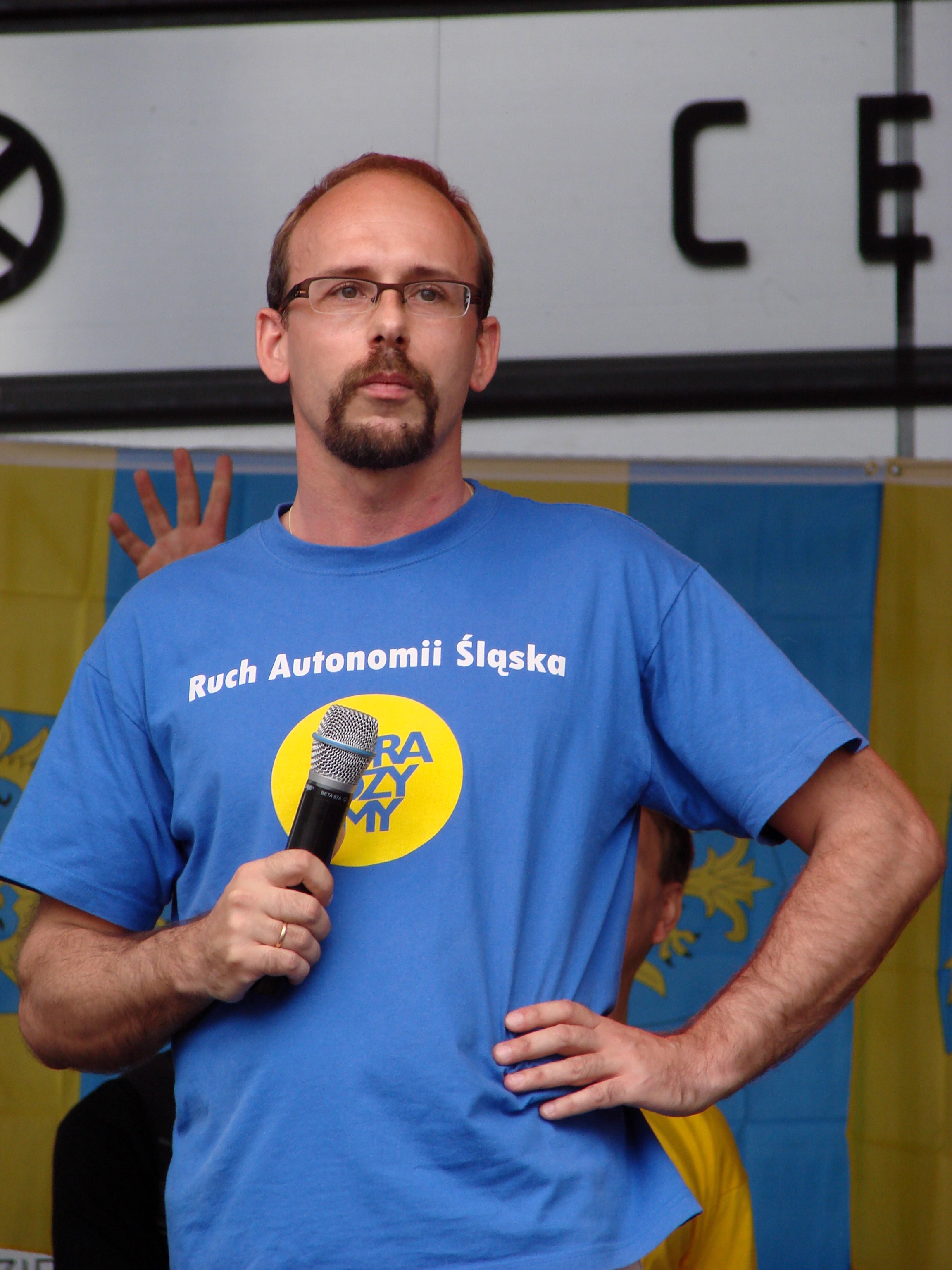
dr Jerzy Gorzelik

- Paweł Musioł (1991–1995)
- Zenon Wieczorek (1995–1999)
- Krzysztof Kluczniok (1999–2003)
- Jerzy Gorzelik (od 2003)

## Działalność

### Rejestracja i prawne aspekty działalności
27 czerwca 2001 dokonano wpisu RAŚ do Krajowego Rejestru Sądowego (numer 0000021371). W myśl zapisu RAŚ jest stowarzyszeniem z siedzibą w Katowicach przy ulicy Księdza Norberta Bończyka 9/4. Stowarzyszenie na zewnątrz reprezentuje Zarząd, który także jest upoważniony do zaciągania zobowiązań majątkowych. Zarząd może upoważniać Przewodniczącego i Wiceprzewodniczącego RAŚ większością 2/3 głosów do zaciągania zobowiązań majątkowych.

### Narodowy spis powszechny
Najbardziej widocznym sukcesem RAŚ była agitacja przed spisem powszechnym w 2002 roku prowadzona pod hasłem „Masz prawo zadeklarować narodowość śląską”. W spisie powszechnym narodowość śląską zadeklarowało ponad 173 tys. osób. Pełnomocnikiem Spisowym RAŚ był Andrzej Roczniok. Działacze RAŚ twierdzą, że wynik ten nie oddaje całej prawdy, ponieważ rachmistrze spisowi często odmawiali wpisania narodowości śląskiej do formularza.

### Wybory parlamentarne
W wyborach do Sejmu w 1991 Ruch Autonomii Śląska uzyskał 2 mandaty poselskie. Posłami z listy Ruchu Autonomii Śląska zostali wówczas Paweł Musioł i Kazimierz Świtoń. W 2001 dwóch działaczy RAŚ startowało z list Platformy Obywatelskiej. W wyborach parlamentarnych w 2005 r. działacze tego stowarzyszenia (m.in. jeden z ówczesnych wiceprzewodniczących Krzysztof Kluczniok) znaleźli się na listach wyborczych Polskiego Stronnictwa Ludowego. W wyborach parlamentarnych w 2001 i 2007 kandydat RAŚ do Senatu RP Jerzy Bogacki brał udział i uzyskał w 2001 – 75,429 głosów, a w roku 2007 52,565 głosów (według danych z www.PKW.org). 9 sierpnia 2019 środowisko tworzące Ruch Autonomii Śląska razem ze związaną z nim Śląską Partią Regionalną na czas wyborów parlamentarnych w 2019 roku przyłączyło się do Koalicji Obywatelskiej.

### Wybory samorządowe

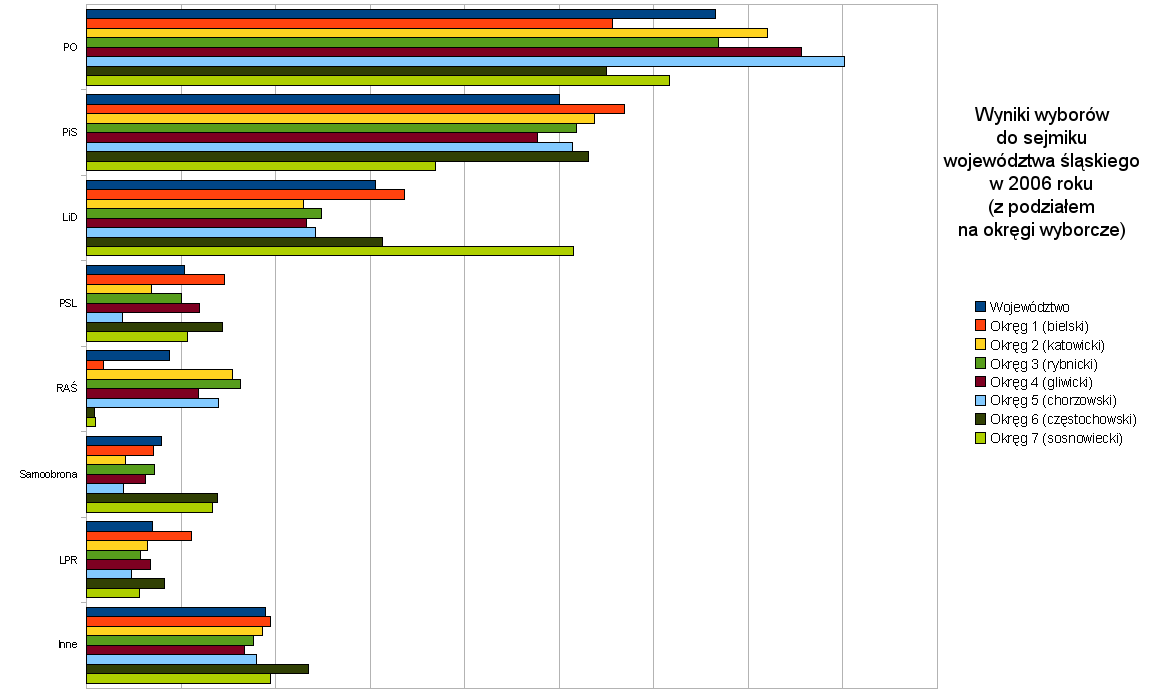
Wyniki wyborów do sejmiku województwa śląskiego w 2006 roku, z podziałem na komitety i okręgi wyborcze

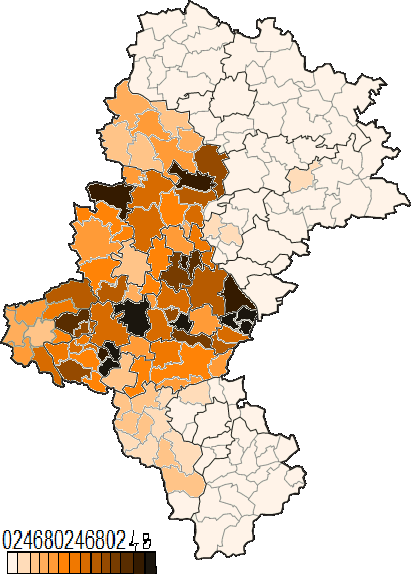
Mapa wyników RAŚ-u w wyborach do sejmiku wojewódzkiego 2010 według gmin

W wyborach samorządowych w 2006 Komitet Wyborczy Ruchu Autonomii Śląska nie zdobył żadnego mandatu do sejmiku województwa śląskiego, zdobywając 4,35% głosów w skali województwa i uplasował się za PO, PiS i PSL, ale przed Samoobroną – 3,96% i LPR – 3,46%. RAŚ zdobył jednak mandaty w radach gmin i powiatów.
W 2006 lista wyborcza RAŚ do sejmiku była zblokowana z listami PO i PSL. O ostatecznym wyniku zdecydował podział administracyjny i związany z nim próg wyborczy w skali całego województwa. W czterech okręgach wyborczych (katowickim, rybnickim, chorzowskim i gliwickim) wyniki RAŚ przekroczyły 5% (osiągając maksimum w okręgu rybnickim – 8,14%), natomiast w trzech pozostałych okręgach głosy na Ruch nie stanowiły więcej niż 1%.
W porównaniu z wyborami z 2002 roku wyraźnie poprawił się wynik w Katowicach (8,9%), Rudzie Śląskiej (9,39%), Zabrzu (5,71%), Tychach (5,1%), Bytomiu (6,8%), Mysłowicach (8,3%) i powiecie gliwickim (7,54%), powiecie bieruńsko-lędzińskim (10,4%), powiecie tarnogórskim (7,73%). Słabsze poparcie RAŚ uzyskał w Siemianowicach (4,94%), Piekarach (5,06%) oraz w okręgu rybnickim, w którym RAŚ uzyskał 8,1% głosów, w stosunku do 11% w 2002. W województwie opolskim RAŚ uzyskał poparcie w wysokości 1,46% wszystkich oddanych głosów.
W wyborach samorządowych w 2010 roku RAŚ wystawił samodzielne listy. W wyborach do samorządu województwa śląskiego RAŚ uzyskał 8,49% poparcia i wprowadził trzech reprezentantów do sejmiku: Jerzego Gorzelika, Henryka Mercika oraz Janusza Witę. 10 grudnia 2010 Sejmik Województwa Śląskiego wybrał Jerzego Gorzelika do składu Zarządu Województwa Śląskiego. RAŚ osiągnął najlepszy wynik spośród wszystkich komitetów w siedmiu gminach.
W wyborach samorządowych w 2014 RAŚ zdobył 97131 głosów; dało mu to cztery miejsca w sejmiku, a więc o jedno więcej niż w poprzednich wyborach.

### Wybory do Parlamentu Europejskiego
W wyborach do Parlamentu Europejskiego w 2004 Jerzy Gorzelik bezskutecznie startował z listy Narodowego Komitetu Wyborczego założonego przez Macieja Płażyńskiego.

### Akcje zorganizowane przez RAŚ

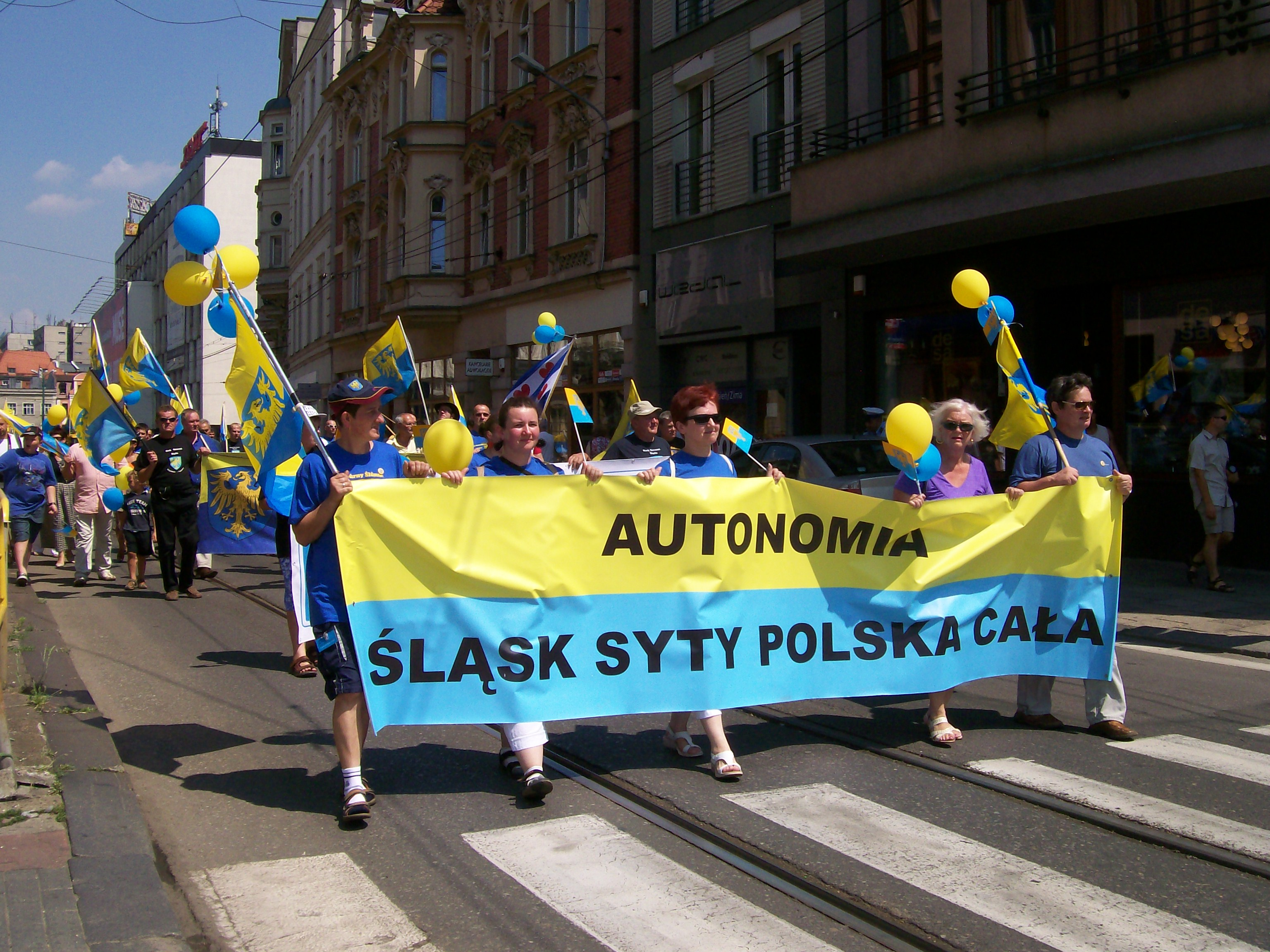
IV Marsz Autonomii, Katowice 17 lipca 2010

RAŚ włączając się w dyskusje na temat śląskiej historii przyczynił się do przypomnienia takich niemieckich postaci, jak np. pionier śląskiego przemysłu hrabia Friedrich Wilhelm von Reden, czy założyciele nowoczesnych Katowic – Friedrich Grundmann i Richard Holtze, o których po wojnie nie wspominano ze względu na ich niemieckie pochodzenie. RAŚ, zgodnie ze swym ponadnarodowym charakterem, przypomina także o znaczących postaciach polskich Górnoślązaków.
RAŚ zaangażował się na rzecz popularyzowania kulturalnego dziedzictwa Śląska, m.in. poprzez włączenie się w obchody corocznych Europejskich Dni Dziedzictwa. Od roku 2007 RAŚ wręcza Nagrodę im. ks. Augustina Weltzla „Górnośląski Tacyt”, przyznawaną przez złożoną z naukowców kapitułę w kategoriach badacz i popularyzator dziejów Górnego Śląska.
- W kwietniu 2007 RAŚ zorganizował akcję protestu, przeciwko neonazistom prowadzącym stronę internetową Redwatch, którzy szkalowali na niej opiekunów starego kirkutu w Zabrzu[potrzebny przypis].
- W lipcu 2007 w Marszu Autonomii zorganizowanym przez RAŚ wzięło udział około 300 osób[17].
- We wrześniu 2007 RAŚ zorganizował w Opolu obchody rocznicy męczeńskiej śmierci hr. Michaela von Matuschki, starosty opolskiego w latach 1923–1933, zamordowanego przez hitlerowców. Obchody związane były z inicjatywą wszczęcia procesu beatyfikacyjnego ofiary hitlerowskiego terroru.

- W listopadzie 2007 wraz ze starostwem powiatowym w Rybniku ufundował w kościele św. Jerzego w Dębieńsku Wielkim tablicę upamiętniającą ks. Józefa Gawlinę, biskupa polowego Polskich Sił Zbrojnych na uchodźstwie[potrzebny przypis].
- W drugim Marszu Autonomii 12 lipca 2008 udział wzięło około 800 uczestników[18]
- W trzecim Marszu Autonomii 18 lipca 2009 udział wzięło około 1000 uczestników[19]
- W styczniu 2010 z inicjatywy RAŚ powstał komitet organizacyjny obchodów 65. rocznicy Tragedii Górnośląskiej 1945 (komitet upamiętnia górnośląskie ofiary terroru radzieckiego i polskiego w latach 1945–1948[20]), w skład którego weszli także przedstawiciele Związku Górnośląskiego, katowickiego oddziału IPN oraz Muzeum Śląskiego[potrzebny przypis]. Na wniosek komitetu sejmik województwa śląskiego uczcił ofiary stalinowskich represji uchwałą, a na 31 stycznia 2010 wyznaczono Dzień Pamięci o Tragedii Górnośląskiej 1945. Dzień wcześniej członkowie RAŚ przeszli w marszu pamięci z Katowic pod bramę dawnego obozu w Świętochłowicach-Zgodzie, gdzie w 1945 r. zginęło ponad dwa tysiące osób.
- 17 lipca 2010 odbył się czwarty Marsz Autonomii, skupił około 1000 osób[21]

- 4 lipca 2011 w miasteczku Imielin odbyło się pierwsze zorganizowane przez RAŚ prareferendum w sprawie autonomii Śląska – dla mieszkańców Imielina i Lędzin. Zdaniem przedstawicieli RAŚ za autonomią opowiedziało się 98% głosujących (w głosowaniu wzięło udział ok. 10% uprawnionych mieszkańców gminy)[22]
- 16 lipca 2011 po raz piąty Marsz Autonomii przeszedł ulicami Katowic[23]
- 21 sierpnia 2011 odbyło się drugie prareferendum w sprawie autonomii Śląska zorganizowane przez RAŚ na ponad 1700 mieszkańcach miasta Pszczyna. Według przedstawicieli RAŚ za autonomią opowiedziało się ponad 96% z nich[24].

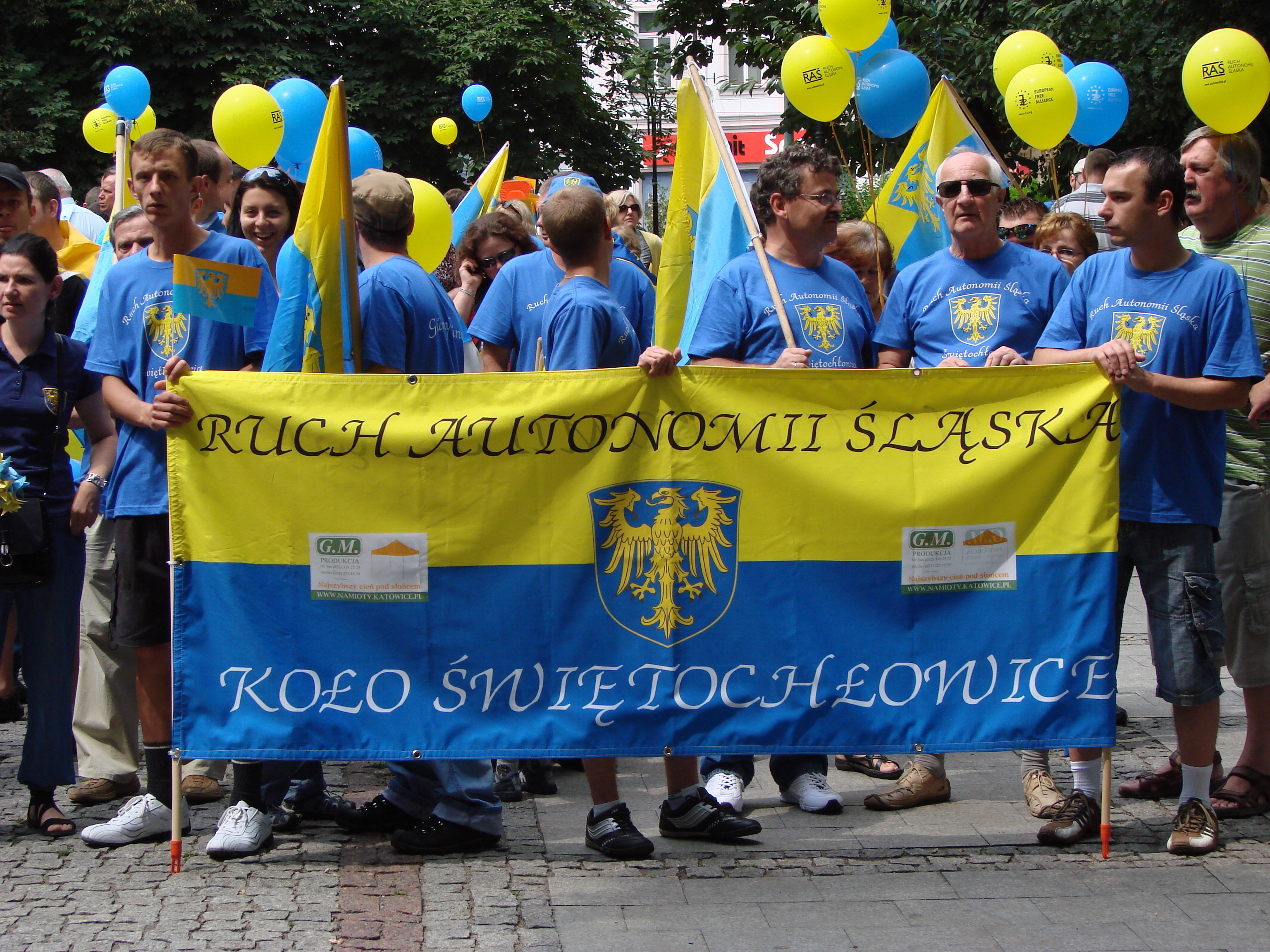
V Marsz Autonomii

## Współpraca
RAŚ utrzymuje biura w USA, Belgii i Niemczech, jest także od 1993 członkiem Ligi Regionów, organizacji postulującej podział Polski na 12 autonomicznych regionów (jej członkami jest także Unia Wielkopolan, Związek Górnośląski, Związek Podhalan i Zrzeszenie Kaszubsko-Pomorskie). Przez dłuższy czas współpracował z organizacjami niemieckiej mniejszości narodowej w Polsce. RAŚ utrzymuje kontakty z niemieckimi organizacjami Ślązaków oraz regionalistami z krajów Unii Europejskiej.
W 1997 RAŚ wziął udział w konferencji Partii Regionalistów Wolnej Bretanii (obok innych organizacji jak np. Liga Celtycka, Partia Walii, Szkocka Partia Narodowa, czy Flamandzka Unia Narodowa). Dwaj przedstawiciele RAŚ brali też udział w konferencji w Bozen, gdzie omawiano przeprowadzanie akcji zbierania funduszy na szkoły niemieckie na Śląsku. Jednak od kilku lat mniejszość niemiecka zaczęła traktować RAŚ jako konkurencję w walce o głosy wyborców na Śląsku.
Część działaczy RAŚ działa na rzecz Związku Ludności Narodowości Śląskiej, który usiłuje na drodze sądowej zalegalizować w Polsce narodowość śląską (20 grudnia 2001 i 17 lutego 2004 Europejski Trybunał Praw Człowieka w Strasburgu odrzucił wniosek w tej sprawie).
Od 2004 Ruch Autonomii Śląska jest członkiem europejskiej partii politycznej Wolnego Sojuszu Europejskiego, zrzeszającej regionalistów, autonomistów i separatystów z różnych krajów Europy.
Ruch współpracuje też ze stowarzyszeniami działającymi na rzecz autonomii Śląska z innych państw. Do tej pory powstały Initiative für Autonomie Schlesiens e.V. (Niemcy), Silesian Autonomy Movement UK (Wielka Brytania) oraz Bevegelsen for Autonomii Silesia (Norwegia).
Przychylne RAŚ stanowisko zajmował pochodzący ze Śląska znany reżyser i senator Kazimierz Kutz, który przed wyborami samorządowymi w 2006 otwarcie poparł RAŚ. RAŚ wspierają także znani na Śląsku i poza nim: pisarz Henryk Waniek, dramaturg Ingmar Villqist oraz artysta plastyk Andrzej Urbanowicz, gdyż ich zdaniem stowarzyszenie prezentuje zaangażowanie w bieżące sprawy regionu, głównie w kwestiach ochrony i promocji górnośląskiej tożsamości narodowej oraz kultury.

### Współpraca ze Związkiem Górnośląskim
21 czerwca 2017 liderzy Ruchu Autonomii Śląska i Związku Górnośląskiego ogłosili powstanie Śląskiej Partii Regionalnej, której celem jest zdobycie silnej reprezentacji w samorządzie województwa śląskiego. Według czołowych działaczy obu ugrupowań, jej powstanie jest efektem tego, co łączy te organizacje.

### Publikacje w czasopiśmie RAŚ
W „Jaskółce Śląskiej”, czasopiśmie wydawanym przez RAŚ, pojawiały się artykuły postulujące powstanie „niepodległego państwa Śląsk”. Redakcja „Jaskółki” podkreślała, że teksty niepodpisane przez władze RAŚ wyrażają indywidualne poglądy autorów (adnotacja tej treści znajdowała się w stopce redakcyjnej).

### Publikacje historyczne byłych działaczy RAŚ
W niektórych publikacjach byłych działaczy RAŚ (m.in. Dariusza Jerczyńskiego czy Bruno Nieszporka) można było znaleźć twierdzenia, że historia Śląska została zafałszowana przez polskich nacjonalistów, natomiast germanizacja i walka z Polakami organizacji takich jak Hakata i Komisja Kolonizacyjna były formą obrony przed polskim nacjonalizmem oraz że Polska „walnie się przyczyniła” się do wybuchu II wojny światowej.
Nieszporek dokonał rewizji ustaleń historycznych dotyczących przyczyn obu wojen światowych, a zwłaszcza II wojny światowej. Za sprawcę tej ostatniej oprócz Hitlera i Stalina uznał także w dużym stopniu Żydów (zwłaszcza amerykańskich), Polaków i USA. W omawianiu przyczyn pierwszej wojny światowej w dużym stopniu posłużył się obszernymi cytatami z Adolfa Hitlera (Mein Kampf). Jerzy Gorzelik, przewodniczący RAŚ, w artykule stanowiącym komentarz do dyskusji wokół tekstów Nieszporka i Jerczyńskiego, opublikowanym w „Jaskółce Śląskiej”, wyraził jednoznacznie negatywny stosunek do wszelkich prób rehabilitacji systemów totalitarnych.

### Stosunek do nazwy Auschwitz-Birkenau
W liście Związku Ludności Narodowości Śląskiej do UNESCO, zgłoszonym przez paru członków RAŚ, będących jednocześnie członkami ZLNŚ, proszono, by nie uwzględniono wniosku polskich i żydowskich władz w sprawie zmiany nazwy obozu koncentracyjnego na „Auschwitz-Birkenau. Niemiecki nazistowski obóz koncentracyjny i zagłady 1940-45”. W uzasadnieniu prośby wskazywano na istnienie w latach 1945–1948 na terenie dawnego obozu nazistowskiego komunistycznego łagru, w którym przetrzymywano m.in. Ślązaków. Działania te wzbudziły protest czołowych postaci świata politycznego, m.in. byłego więźnia Auschwitz Władysława Bartoszewskiego. Ostatecznie Ruch Autonomii Śląska nie poparł wniosku ZLNŚ, który nie został też uwzględniony przez UNESCO. Akcja ta miała na celu zwrócenie uwagi społeczeństwa polskiego na przemilczany i marginalizowany problem powojennych brutalnych obozów pracy, w których przetrzymywano głównie Ślązaków oraz śląskich Niemców bez wyroku, a czasem nawet bez podejrzenia popełnienia przestępstwa.
Kontrowersje wzbudziła także wypowiedź jednego z byłych członków RAŚ, Andrzeja Rocznioka, który stwierdził w 2005, iż po II wojnie światowej istniały „polskie obozy koncentracyjne”. Ta kontrowersyjna opinia po raz kolejny przywróciła debatę nt. odpowiedzialności moralnej za powojenne obozy niewolniczej pracy dla niektórych grup etnicznych (tj. Ślązaków i śląskich Niemców).

### Raport Urzędu Ochrony Państwa
W 2000 Urząd Ochrony Państwa w raporcie o bezpieczeństwie państwa ostrzegał, że RAŚ może stanowić „potencjalne zagrożenie dla interesów RP”. RAŚ uznał za nieuprawnione sugestie uznające go za strukturę podległą Związkowi Wypędzonych. Sam katowicki UOP sprawę bagatelizował, ówczesny rzecznik delegatury mjr Zbigniew Nowak w rozmowie z Janem Dziadulem z Polityki mówił: Nie widzimy obecnie żadnych zagrożeń dla polskiej racji stanu na Śląsku, także w działaniach ruchu autonomistów. Zbigniew Nowak stwierdził jednocześnie, w odpowiedzi na sugestie ze strony RAŚ o zagrożeniach wynikających dla kraju z powodu działań UOP w stosunku do legalnych organizacji, iż spośród 30 największych ruchów autonomistycznych i separatystycznych, w większości działających na terenie Unii Europejskiej, wszystkie monitorowane są przez krajowe służby specjalne.

### Promocja filmu „Polskie obozy koncentracyjne” przez RAŚ
2 lutego 2012 roku w Katowicach wyemitowano kontrowersyjny film o tytule „Polskie obozy koncentracyjne”, który sugeruje, że w Łambinowicach istniał „polski obóz koncentracyjny”. Projekcję filmu zorganizowało Muzeum Śląskie i Ruch Autonomii Śląska. Poseł Michał Nowak skomentował to wydarzenie słowami: To były obozy odosobnienia, przetrzymywania, a mówienie o nich „polskie obozy koncentracyjne” jest haniebną manipulacją. Profesor Ryszard Kaczmarek z Uniwersytetu Śląskiego stwierdził, że bardziej słusznie należałoby powiedzieć obozy koncentracyjne w Polsce”, przyrównał problem ten do pytania z przeszłości – czy można mówić o polskim stalinizmie, czy stalinizmie w Polsce? „Raczej większość historyków – i słusznie – mówiła o tym, że to zjawisko ma charakter o wiele szerszy, wobec tego określenie stalinizm w Polsce jest poprawne”. Kino „Rialto”, które wyemitowało film, jest częścią „Silesii Film”, instytucji podlegającej samorządowi województwa śląskiego finansowanej z budżetu państwa. Za kulturę i edukację odpowiada członek Zarządu Województwa i lider RAŚ Jerzy Gorzelik.

## Założenie klubu piłkarskiego 1. FC Katowice
Działacze RAŚ znaleźli się wśród założycieli powołanego w 2007 roku klubu piłkarskiego o nazwie 1.FC Katowice. Nazwa nawiązuje do pierwszego klubu piłkarskiego w Katowicach, założonego w 1905 roku, wicemistrza Polski w 1927 roku, zlikwidowanego przez władze polskie w 1939 roku z powodu opanowania władz klubu przez narodowych socjalistów niemieckich ze środowiska Jungdeutsche Partei i reaktywowanego przez niemieckie władze hitlerowskie podczas okupacji zajętego Górnego Śląska. Powstanie tego klubu spowodowało krytyczne reakcje działaczy Ruchu Obywatelskiego „Polski Śląsk”, którzy utrzymywali, że klub ma nazistowskie korzenie (w rzeczywistości został założony znacznie wcześniej).

## Śląski Związek Akademicki
Śląski Związek Akademicki jest przybudówką Ruchu Autonomii Śląska. Związek powstał w 1994. Jego członkami są zarówno studenci, jak i młodsi pracownicy naukowi. Stowarzyszenie zajmuje się edukacją i kulturą.
Nazwą nawiązuje do Śląskiego Związku Akademickiego (ŚZA) powstałego 20 lipca 1919 w Bytomiu z inicjatywy elity intelektualnej ówczesnego Górnego Śląska (m.in. ks. dr Teodor Kubina oraz ks. Michał Lewek), który zrzeszał Polaków mających wyższe wykształcenie, chcących działać socjalnie wśród polskiego społeczeństwa Górnego Śląska. Związek postawił sobie za cel „zrzeszenie wszystkich sił akademickich na Śląsku do wspólnej pracy nad sobą, nad akademikami-studentami, uczniami średnich szkół i nad ludem”. Po rozstrzygnięciach plebiscytowych dotyczących podziału terytorialnego Górnego Śląska w 1921 roku aż do 1928 roku działalność ŚZA była zawieszona. Po wznowieniu aktywności w dalszym ciągu prowadził działalność oświatową i patriotyczną wśród Górnoślązaków, wydając liczne pozycje książkowe, prowadząc konkursy, a także badania nad historią regionu.

## Śląska Partia Regionalna
Śląska Partia Regionalna to partia polityczna powołana w 2017 między innymi przez działaczy Ruchu Autonomii Śląska.

## Poparcie w wyborach

### Wybory parlamentarne
| Wybory | Sejm            | Sejm            | Sejm            | Sejm            | Sejm            | Senat           | Senat           | Uwagi                                           |
| Wybory | Głosy           | Głosy           | Głosy           | Mandaty         | Mandaty         | Mandaty         | Mandaty         | Uwagi                                           |
| Wybory | Liczba          | %               | +/−             | Liczba          | +/−             | Liczba          | +/−             | Uwagi                                           |
| ------ | --------------- | --------------- | --------------- | --------------- | --------------- | --------------- | --------------- | ----------------------------------------------- |
| 1991   | 40 061          | 0,36 (25.)      | –               | 2/460           | –               | brak kandydatów | brak kandydatów |                                                 |
| 1993   | 26 357          | 0,19 (17.)      | 0,17            | 0/460           | 2               | 0/100           | –               |                                                 |
| 1997   | brak kandydatów | brak kandydatów | brak kandydatów | brak kandydatów | brak kandydatów | 0/100           | –               |                                                 |
| 2001   | brak kandydatów | brak kandydatów | brak kandydatów | brak kandydatów | brak kandydatów | 0/100           | –               | pod nazwą KWW Autonomia dla Ziemi Górnośląskiej |
| 2005   | brak kandydatów | brak kandydatów | brak kandydatów | brak kandydatów | brak kandydatów | 0/100           | –               | pod nazwą KWW Autonomia dla Ziemi Górnośląskiej |
| 2007   | brak kandydatów | brak kandydatów | brak kandydatów | brak kandydatów | brak kandydatów | 0/100           | –               | pod nazwą KWW Autonomia dla Ziemi Górnośląskiej |
| 2011   | brak kandydatów | brak kandydatów | brak kandydatów | brak kandydatów | brak kandydatów | 0/100           | –               | pod nazwą KWW Autonomia Dla Ziemi Śląskiej      |
| 2015   | 18 668          | 0,12 (11.)      | –               | 0/460           | –               | brak kandydatów | brak kandydatów | w ramach KWW Zjednoczeni dla Śląska             |

### Sejmik Województwa Śląskiego
| Wybory | Głosy   | Głosy     | Głosy | Mandaty | Mandaty |
| Wybory | Liczba  | %         | +/−   | Liczba  | +/−     |
| ------ | ------- | --------- | ----- | ------- | ------- |
| 1998   | 30 819  | 2,20 (7.) | –     | 0/75    | –       |
| 2002   | 53 118  | 4,24 (8.) | 2,24  | 0/48    | –       |
| 2006   | 53 118  | 4,35 (5.) | 0,21  | 0/48    | –       |
| 2010   | 122 781 | 8,49 (4.) | 4,14  | 3/48    | 3       |
| 2014   | 97 131  | 7,20 (5.) | 1,29  | 4/45    | 1       |
| 2018   | 54 092  | 3,10 (8.) | 4,10  | 0/45    | 4       |
| 2024   | 50 361  | 3,21 (6.) | 0,11  | 0/45    | –       |

Poparcie w wyborach do sejmiku województwa śląskiego i opolskiego w 2014 według gmin

W 2018 jako Śląska Partia Regionalna.

### Sejmik Województwa Opolskiego
| Wybory | Głosy           | Głosy           | Głosy           | Mandaty         | Mandaty         |
| Wybory | Liczba          | %               | +/−             | Liczba          | +/−             |
| ------ | --------------- | --------------- | --------------- | --------------- | --------------- |
| 1998   | brak kandydatów | brak kandydatów | brak kandydatów | brak kandydatów | brak kandydatów |
| 2002   | 3514            | 1,20 (12.)      | –               | 0/30            | –               |
| 2006   | 4151            | 1,46 (10.)      | 0,26            | 0/30            | –               |
| 2010   | brak kandydatów | brak kandydatów | brak kandydatów | brak kandydatów | brak kandydatów |
| 2014   | 5702            | 2,03 (9.)       | –               | 0/30            | –               |
| 2018   | 4034            | 1,13 (9.)       | 0,90            | 0/30            | –               |

W 2018 jako Śląska Partia Regionalna.